# 新52
新52（英語：The New 52）是美國漫畫公司DC漫畫在2011年推出的新超級英雄漫畫出版企劃，將現有的超級英雄漫畫連載的編號全都清除，並在2011年9月陸續推出五十二套標記為#1的連載，包括《動作漫畫》及《偵探漫畫》這兩套自從1930年代起就保留著原有編號的連載。
作為2011年推出的大事件《閃點》（Flashpoint）的結尾劇情，這次的重啟企劃將同時改變現實漫畫的出版以及漫畫劇情中的世界觀。漫畫中的原有正史宇宙將被改變，並吸收了部分DC漫畫的子公司暴风工作室（Wildstorm）名下的超級英雄漫畫的世界觀。這次的變動主因是為了使各個人物能更貼近現代，雖然這會使各個人物在重啟後會有些不同。例如超人在跟露薏絲·蓮恩結婚前，與神力女超人是情侶（Power Couple）。
由于新52中许多人物的关系发生改变，使得新52被粉丝饱受批评。2016年5月25日，DC漫画发布新52的终结作《DC宇宙：重生》并宣布新的宇宙重生的正式开始。

## 出版沿革

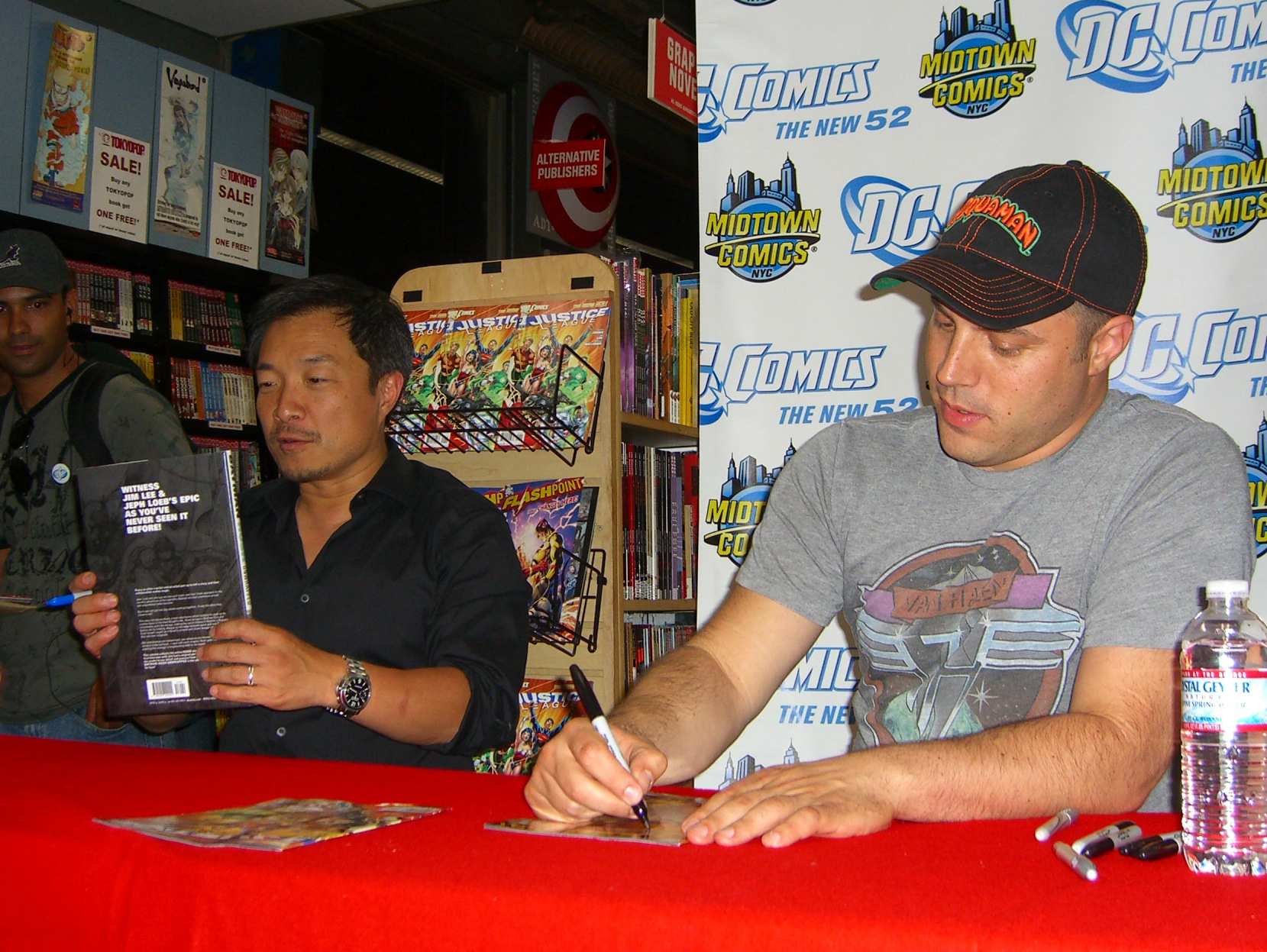
吉姆·李和傑夫·強斯在2011年8月31日於 Midtown Comics時代廣場店進行《閃點》#5和《正義聯盟》#1進行簽書會

在2011年的年度大事件《閃點》連載及相關支線結束後DC漫畫將所有的超級英雄漫畫連載全部重頭編號，同時吸收了部分出現於旗下子公司Wildstorm名下的兩個連載體系《Stormwatch》和《Wild　C·A·T》的人物以及設定後，在同年9月推出了五十二套以#1作為編號的新連載與同名連載。這新的連載的特色在於受到改變的世界觀以及人物。
在一次的採訪中DC漫畫的執行主編愛迪·布拉薩（Eddie Berganza）以及總編輯鮑伯·哈羅斯（Bob Harras）則表示這次的重啟並不是原先DC漫畫正史宇宙世界觀的全面重開機，這只是一種「軟性重啟」（soft reboot）。雖然這次重啟改變了一些知名英雄與反派的服裝或是歷史背景，但是一些知名的大事件如《極黑之夜》或是《蝙蝠俠：致命玩笑》依然會被保留在時間軸中，DC漫畫公司也會推出官方的年代表，以說明哪些部分被保留哪些則被移除。